# Sportutrustning
Sportutrustning är den utrustning som används för sport. Viss sportutrustning är skydd, annan mer praktisk, som fotbollsskor och ishockeyklubba. Bland annat amerikansk fotboll och ishockey kräver mycket utrustning, främst annat i form av skydd, då spelet är tufft. Andra spel, som fotboll, kräver mindre utrustning.
Sportutrustning kan vara dyrt, särskilt för föräldrar vars barn utövar någon sport i en klubb. Ofta får ungdomarna betala sin utrustning själv, medan seniorerna erhåller den gratis.